# أحمد عبد الوهاب الوريث
 أحمد بن عبد الوهاب بن أحمد الوريث عالم، أديب، صحفي، مصلح يمني، ولد عام 1913 م في مدينة ذمار.
نشأ في كنف والده، ودرس عليه عدة كتب؛ منها: (صحيح البخاري)، و(شرح العمدة)، و(الجامع الصغير)، و(بلوغ المرام)، و(الروض النضير)، و(شرح الغاية)، كما درس عليه النحو، وأصول الفقه. كما درس على العلامة (محمد بن عبد الله السوسوة) في النحو والمعاني، والبيان، وأصول الفقه، والتفسير.
وعلى العلامة (علي بن محمد الأكوع) في كتاب: (المناهل الصافية) شرح (الشافية)، وعلى العلامة (حمود بن حسين بن قاسم الدولة) في علم الكلام، وانتفع بمراجعة والده، في كثير من الفنون.
بعد ذهابه للحج في العام 1936، ظهرت عليه بملامح التاثر بتيار النهضة الإسلامية في ذلك الوقت بقيادة جمال الدين الأفغاني والإمام (محمد عبده)، و(رشيد رضا)، والأمير (شكيب أرسلان) وغيرهم. وعكف على قراءة مؤلفاتهم، ورجح ما صح لديه، وعمل به كالضم في الصلاة والرفع وغيره؛ فاستنكر عليه علماء مدينته ذمار – وهم زيدية – وخاف عليه والده، الذي كان حاكمًا في مدينة يريم، ونصحه بالابتعاد عن أفكاره وآرائه الجريئة؛ فرد عليه أن العامة، يجب أن يخضعوا للعلماء، لا العكس.

## نشاطه الثقافي ومؤلفاته
بدأ نشاطه الثقافي بمقالات نشرها في صحيفة (حرية الشباب) المصرية التي كان يرأس تحريرها (محمد بن علي الطاهر)، وكان يعالج في مقالاته تلك ما تعانيه اليمن من مشكلات سياسية واجتماعية في عمود بعنوان (يمني غيور)، كما نشر عددًا آخر من المقالات في مجلة (المكان) المصرية التي كان يرأس تحريرها (أمين سعيد).
وفي سنة 1938م بدأ ينشر آراءه وأفكاره في رسائل خاصة إلى عدد من زملائه، فيما عُرف بـ(البريد الأدبي).
وعكف على التدريس في مدينة ذمار، ولما عرف الإمام (يحيى بن محمد حميد الدين) نبوغه وذكاءه؛ استدعاه إلى مدينة صنعاء، وعَيَّنَهُ عضوًا في (هيئة التأليف ولجنة التأريخ)، وكلفه بإصدار مجلة الحكمة اليمانية ومستشارًا لوزارة (المعارف)؛ فتعاون مع (أحمد بن أحمد المطاع) على إحياء الوعي الوطني عند اليمنيين، وشاركهما في الكتابة على صفحات مجلة (الحكمة) عدد من المتحمسين من العلماء والأدباء.وشرع بكتابة نبذة عن تاريخ الإسلام .
وكانت مقالاته الجريئة التي ينشرها في مجلة (الحكمة اليمانية) تزعج الإمام (يحيى حميد الدين)؛ فبدأ الإمام يسيء إليه، ويسلط عليه من يهزأ به، ويقتر عليه مخصصاته المعتادة، فلم يحتمل تلك الإهانات؛ حتى مَرِضَ ومات عن ثمانية وعشرين سنة مِن عمر، في العام 1940.
يوصف الوريث بأنه شاعر مقل، تقليدي، لم يخرج على منهج القصيدة العمودية ، جعل شعره في خدمة رسالته التنويرية الإصلاحية، وأهدافه السياسية. تستهدي مراثيه المراثي الكبرى في الشعر العربي، فتستدعيها وزناً وقافية وصوراً، أما قصيدته السياسية (الوطنية).
ومن مؤلفاته:
- نور القلوب، شرح ضياء القلوب.
- نظام اللآل في تعيين الآل.
- ترويح الطالب وروض الراغب في بيان فضائل الإمام (علي بن أبي طالب).
- الكتاب الأسود في تاريخ الإمام (يحيى بن محمد).[4]